# 金視獎
金視獎（英語：Golden Visual Awards）是中華民國政府設立的獎項，目的在於鼓勵台灣各地區有線電視播送系統業者發揮地方性媒體之功能，自行製作針對其服務區域收視民眾的地方性節目，增進民眾對當地人、事、物之了解，同時以此鼓勵播送系統業者加速數位化及提升服務品質。

## 歷史沿革

### 優良有線電視節目暨錄影帶節目獎
中華民國於1993年公布《有線電視法》，全國各地無照經營多年的有線電視播送系統業者得以依法申請執照。有線電視合法化之後，業者促請行政院新聞局比照金鐘獎及金馬獎為其設置專有獎項，1996年4月，行政院新聞局試辦《優良有線電視節目暨錄影帶節目獎勵》，分為「節目供應組」（衛星電視業者及錄影帶節目供應商）與「播送系統組」，同年6月4日公布得獎名單，6月15日舉辦頒獎典禮。

### 金視獎
經一年試辦後，行政院新聞局余1997年正式設置金視獎，獎勵對象限縮為有線電視播送系統業者，前一年參加「節目供應組」的衛星電視業者改為與無線電視台一起競爭金鐘獎， 行政院新聞局另設「金鹿獎」以獎勵錄影帶節目供應商。 
首屆金視獎設置10種獎項，每種頒發特優獎一名及優等獎三名。金視獎自1997年至2000年連續舉辦4屆後，因故停辦，2005年恢復辦理，至2022年舉辦第22屆，頒出四大類共15個獎項。

## 第22屆金視獎獎項
| 類別           | 獎項               |
| -------------- | ------------------ |
| 節目類         | 地方新聞節目獎     |
| 節目類         | 地方文史節目獎     |
| 節目類         | 公共論壇節目獎     |
| 節目類         | 多元關懷節目獎     |
| 節目類         | 生活風格節目獎     |
| 節目類         | 專題報導節目獎     |
| 個人類         | 地方新聞節目主播獎 |
| 個人類         | 主持人獎           |
| 個人類         | 採訪獎             |
| 個人類         | 企編獎             |
| 個人類         | 攝影獎             |
| 服務推動類     | 社區服務獎         |
| 服務推動類     | 公用頻道經營獎     |
| 服務推動類     | 創新服務獎         |
| 年度系統躍進獎 | 年度系統躍進獎     |

## 外部連結
- 文化部影視及流行音樂產業局 （页面存档备份，存于）
- 2022金視獎 （页面存档备份，存于）
- 金視獎的Facebook專頁
- 金視獎的Instagram帳戶
- YouTube上的金視獎頻道